# 傑列維尼
52°6′11″N 31°30′35″E / 52.10306°N 31.50972°E
傑列維尼（烏克蘭語：Деревини）是位於烏克蘭北部切爾尼希夫州裏切爾尼希夫區的村莊，始建於1715年，面積5.2平方公里，海拔高度154米，2013年人口473，人口密度每平方公里125.4人。